# Zetton

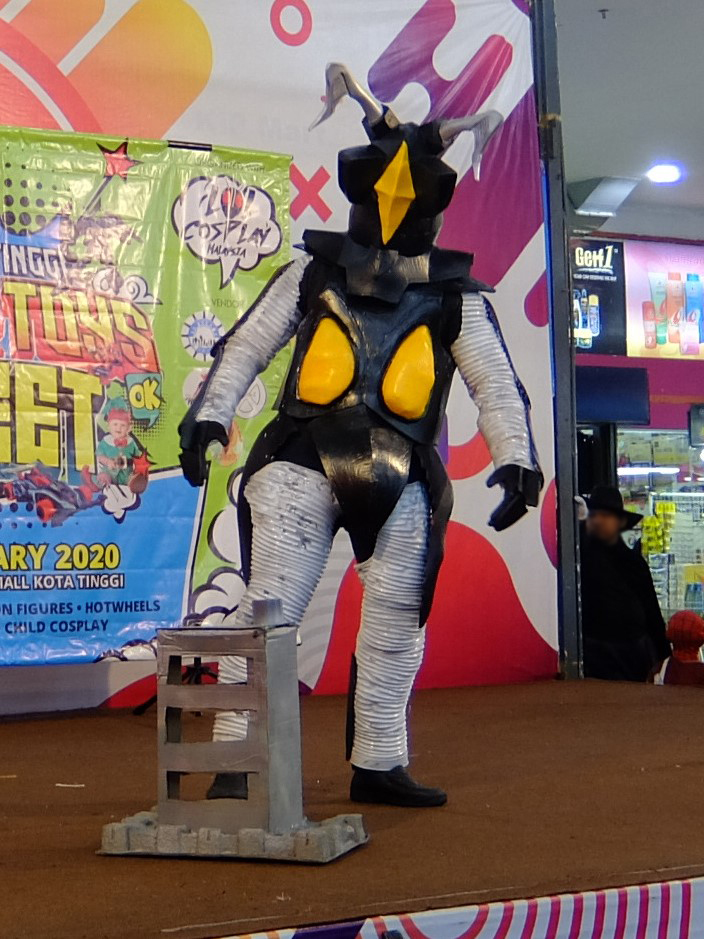
Cosplay di Zetton

Zetton (ゼットン Zetton) è un kaiju immaginario originariamente apparso nella serie tokusatsu Ultraman. Talvolta chiamato Z-Ton, Zetton apparve per la prima volta nell'ultimo episodio della prima serie. Divenne abbastanza popolare per comparire in alcune serie successive.
Zetton è anche il nome del suo pianeta d'origine e degli alieni che lo comandano.

## Ultraman (1966)
Zetton è alto 60 metri e pesante 30,000 tonnellate.
Come King Ghidorah nella serie di Godzilla, Zetton è considerato uno dei mostri più potenti dell'universo. Ha l'aspetto di un coleottero umanoide con una membrana gialla luminosa in mezzo alla faccia. Braccia e gambe bianche con strisce nere e una corazza nera sul torso. Zetton ha degli organi sensoriali particolari, i pannelli gialli che ha sul petto sono degli occhi di riserva. Sul volto, al posto degli occhi, ha dei sensori che emettono segnali radar. Zetton spara dalla membrana sul volto delle potenti palle di fuoco dalla temperatura di 1.8 trilioni di gradi Fahrenheit, spara dalle mani delle onde di energia dopo aver assorbito con le braccia il raggio del nemico, può teletrasportarsi e generare degli scudi di energia.
Il ruggito di Zetton è una sequenza di beep e una voce bassa che pronuncia  Zet-ton!  

## Storia
Nella conclusione della serie, un'armata di astronavi aliene giunge sulla Terra con l'intenzione di invaderla, e il loro piano fu efficace, quasi riuscendo dove i precedenti avversari di Ultraman hanno fallito. Gli alieni attaccano la sede della Pattuglia Scientifica e Ultraman, gli unici ostacoli della loro conquista. La Pattuglia Scientifica insegue e distrugge quasi tutte le astronavi. Aggiungedosi alle difficoltà del gruppo, uno degli alieni si infiltra nella loro base e cattura il Dr. Iwamoto per poi assumere le sue sembianze, mette fuori combattimento Fuji e distrugge le apparecchiature della Pattuglia Scientifica. Infine l'alieno venne trovato e ucciso da due membri della pattuglia scientifica e Iwamoto e Fuji si ripresero mentre l'ultima astronave rimasta emerge da sottoterra vicino alla base del gruppo per poi liberare il mostro Zetton. Hayata si trasforma in Ultraman per l'ultima volta nella serie.
Ultraman affronta Zetton, ma quest'ultimo riesce a respingere i suoi attacchi fino alla sconfitta di Ultraman. Il Color Timer di Ultraman venne danneggiato da Zetton dopo aver assorbito il Raggio Specium e averlo riflesso contro Ultraman. Ultraman cadde, ridotto in fin di vita, senza la possibilità di ricaricarsi con i raggi del sole. Zetton procede con la distruzione della base della Pattuglia Scientifica, ma il Dottor Iwamoto presenta una nuova arma speciale che viene usata da Arashi per distruggere finalmente Zetton.
Il morente Ultraman viene improvvisamente soccorso dal suo superiore, Zoffy, che è giunto sulla Terra in suo aiuto. Non solo restaura la vita di Ultraman, ma separa anche Hayata da lui, restaurando anche la vita dell'umano. Alla fine, Ultraman e Zoffy tornarono nel loro luogo di origine, la Terra Della Luce nella Nebulosa M78.
Zetton venne riportato in vita varie volte nelle successive.